# Premier combat de Diest
Guerre des Paysans
Batailles
- Saint-Nicolas
- 1er Boom
- Merchtem
- Zele
- Malines
- 2e Boom
- Hooglede
- Moorslede
- Zonnebeke
- 1er Diest
- 1er Louvain
- Alost
- Turnhout
- Enghien-Hal
- Hérinnes
- Audenarde
- Leuze
- 2e Louvain
- Ingelmunster
- Duffel
- Herentals
- Arzfeld
- Clervaux
- Amblève
- Stavelot
- Pollare
- Londerzeel
- Kapelle-op-den-Bos
- Bornem
- Meerhout
- 2e Diest
- 3e Diest
- Mol
- Jodoigne
- Marilles
- Beauvechain
- Hélécine
- Kapellen
- Meylem
- Hasselt

Le premier combat de Diest se déroule pendant la guerre des Paysans. 

## Déroulement
Le 21 octobre 1798, l'insurrection éclate à Aarschot où les révoltés sonnent le tocsin. Les administrateurs républicains prennent la fuite, l'un d'entre eux est tué. Puis le mouvement s'étend à Montaigu-Zichem où Goossens et Crabeels prennent la tête des révoltés. Deux administrateurs sont capturés et maltraités par la population.  
Le 23 octobre, vers midi, Diest est attaquée, 300 paysans, dont quelques dizaines seulement sont armés, parviennent à mettre en fuite les gendarmes au terme d'un court affrontement.
Lors des troubles à Diest, une quarantaine de hussards postés à Herck et quelques fantassins, se portent sur la ville, ils pénètrent dans Diest et vont même jusqu'à Montaigu-Zichem, mais ils doivent rapidement reculer devant la menace des paysans et regagnent leur point de départ,. 
Maîtres de la place, les insurgés établissent un quartier-général à Diest, ainsi qu'une administration dirigée par un avocat nommé Cluckers. Ce dernier fait lever une contribution de 3 000 florins. Une fabrique de cartouches est également établie à Montaigu. Les forces rebelles prennent pour chef Jan Cornelis Eelen, et utilisent pour signe de ralliement des cocardes orange, autrichiennes ou de la révolution brabançonne. Les cantons sont regroupés en régiment et les paroisses en compagnies, chacune devant fournir un nombre d'hommes proportionnel à sa population. Mais les insurgés sont peu disciplinés et beaucoup regagnent leurs maisons selon leur guise. 
Les rebelles basés à Diest prévoient alors d'attaquer Louvain et Malines. Le 24, une première colonne de 800 hommes menée par Jan Cornelis Eelen, quitte Diest. Elle traverse Lierre et Aarschot, puis arrive à Louvain le lendemain. Elle prend alors part à l'attaque de cette ville,. 
Pieter Corbeels, venu de Turnhout, prend alors le commandement des forces restées à Diest. Le 26, ce dernier décide d'attaquer les hussards français à Herck, aussi quitte-t-il la ville avec toutes ses forces. Il met sans difficultés des hussards en fuite, mais le même jour, une colonne française forte de 500 hommes, venue de Malines et commandée par l'adjudant-général Durutte, reprend Diest sans combattre. Des exactions sont commises par les Républicains, neuf bourgeois sont massacrés et plusieurs suspects sont arrêtés, trois d'entre eux sont conduits pendant la nuit près de la porte de Louvain où ils sont fusillés. L'une des victimes survit cependant à ses blessures. Durutte quitte la ville pendant la nuit avec ses colonnes, mais un régiment de hussards venu de Maastricht vient prendre la relève quelques heures plus tard,. 
Informé de la prise de la ville, la bande de Corbeels recule et se replie sur Turnhout.